# Tony DiCicco
Anthony D. DiCicco Jr. (* 5. August 1948 in Hartford, Connecticut; † 19. Juni 2017) war ein US-amerikanischer Fußballtorwart, -trainer und -funktionär. Als Trainer war er hauptsächlich im Frauenfußball aktiv und gewann mit der Nationalmannschaft der USA bei den Olympischen Sommerspielen 1996 und der Weltmeisterschaft 1999 jeweils die Goldmedaille.

## Karriere

### Spieler
DiCicco spielte als Torwart für seine Hochschule, das Springfield College in Springfield, sowie später für die Franchises der Connecticut Wildcats und der Rhode Island Oceaneers in der American Soccer League. Im Jahr 1973 gehörte er anlässlich eines Länderspiels gegen Bermuda zum Aufgebot der Nationalmannschaft der USA, kam in der Partie aber nicht zum Einsatz.

### Trainer
DiCicco begann seine Trainerkarriere im Jahr 1991 als Torwarttrainer der US-amerikanischen Frauennationalmannschaft. 1993 war er in gleicher Position für die männliche U-20-Nationalmannschaft der USA tätig, ehe er 1994 als Cheftrainer zur Frauennationalmannschaft zurückkehrte. Mit dieser gewann DiCicco die Goldmedaille bei den Olympischen Sommerspielen 1996 in Atlanta sowie drei Jahre später WM-Gold bei der Weltmeisterschaft 1999. Von den 119 Länderspielen unter seiner Leitung konnten die USA 103 gewinnen (bei je acht Remis und Niederlagen).
Von 2007 bis 2008 war er Trainer der WPSL-Franchise SoccerPlus Connecticut, zudem führte er die weibliche U-20-Nationalmannschaft der USA zum Weltmeistertitel 2008. Von 2009 bis 2011 war er Trainer der WPS-Franchise der Boston Breakers.

### Funktionär
DiCicco fungierte ab dem Jahr 2000 zunächst als COO bei der Gründung der ersten US-amerikanischen Frauenfußball-Profiliga WUSA und später als Direktor (englisch commissioner) derselben. Ab Dezember 2013 beriet er die neugegründete Fußballfranchise der Houston Dash bei Trainersuche und Kaderplanung vor der Saison 2014.

### TV-Experte
Bei den Fußball-Weltmeisterschaften der Frauen 2003, 2007 und 2011 war er als Experte für den Fernsehsender ESPN tätig, zudem arbeitete er bei Olympischen Spielen in gleicher Rolle für die NBC.